# Abadía del Paraclet
La abadía del Paraclet (paracleto, paráclito o espíritu consolador en español), conocida normalmente como Le Paraclet (en francés) o incluso Paraclet de Nogent, fue una abadía femenina de la orden benedictina muy prestigiosa fundada por Abelardo y Eloísa en el siglo XII en Champaña, concretamente en el municipio de Quincey, pueblo hoy día anexado a la comuna de Ferreux-Quincey, en la diócesis de Troyes, hoy departamento de l'Aube.
Sede de la primera orden monástica exclusivamente femenina, el Paraclet ilustró un modelo monástico basado en la erudición y la música vocal culta y el pequeño número de profesas y novicias, siendo antecedente de Saint-Cyr. Representó una tentativa de reconocimiento de la igualdad intelectual de las mujeres al mismo tiempo que la abadía mixta de Fontevraud. El edificio fue destruido en la Guerra de los Cien años, las Guerras de religión de Francia y la Revolución francesa. Hoy en día se conserva muy poco, aquello que se pudo restaurar a partir del siglo XVII.

## Situación
La abadía se encuentra a la salida sureste del pueblo de Saint-Aubin hacia la carretera departamental 442 de Nogent-sur-Seine a Marigny-le-Châtel, que hasta 1978, y desde hacía siglos, desembocaba en su verja y la circundaba por el norte. Su propiedad lindaba con la del castillo de La Chapelle.
Queda expuesta al norte, al pie de un cerro, antaño cubierto de viñas, que culmina a doscientos metros frente al monte Limars y desciende al valle del Ardusson, pequeño afluente del Sena que fluye hacia el noroeste y que hacía girar los molinos. Vestigios del bosque subsisten en el fondo del valle y en algunas partes de los cerros al norte de Quincey e incluso al sur de Ferreux.

## Denominación
El establecimiento que Eloísa proyectó construir alrededor de un oratorio dedicad a San Denis se denominaba Paraclitum, en el sentido de consolación, desde 1130, en recuerdo de la que Abelardo, siete años antes, después de su condena en el Concilio de Sens «superviviente pero al borde de la desesperación, obtuvo un poco de aliento en la consolación de la gracia divina». Este nombre es una referencia directa, secreta para sus contemporáneos, a las discusiones éticas y teológicas que alimentaron la relación íntima de los antiguos amantes (Ex epistolis duorum amantium) que tomaron los hábitos después del nacimiento de su hijo Astralabe y de su matrimonio.

### El término Paraclet

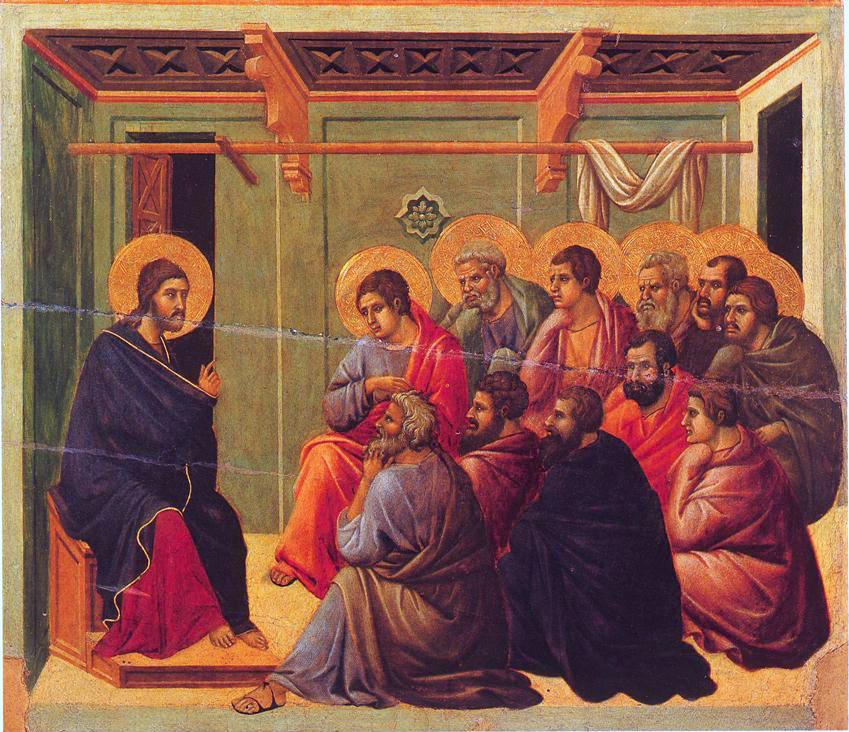
Jesús anunciando el Paraclet a los Apóstoles
Detalle de la Maesta de Duccio, Siena, ~1310.

El término evangélico de Paracleto viene de la traducción griega de una palabra de Cristo anunciando a sus discípulos lo que vendría después de su muerte próxima:
«Si pedís lo que sea invocando mi nombre, yo os lo daré (...) y yo, dirigiré una plegaria al Padre. Él os dará otro intercesor (παρακλητοσ, paracletos) que quedará con vosotros para la eternidad, el espíritu de la verdad, que la gente no puede acoger, porque no tiene ni la visión ni el conocimiento.»
La palabra, de παρα (para, a su lado) y κλειη (klein, llamar), tiene numerosas connotaciones y designa en griego a un intercesor, un asistente en negocios, y más particularmente un consejero en una demanda, o incluso un testigo de descargo. Se traduce literalmente en latín como advocatus (ad a, vocatus llamado) es decir, abogado de un acusado, sentido que le da Tertuliano. San Jerónimo lo interpreta como una consolación del alma dada pr Dios.
El concepto, comentado por san Agustín, está en el origen de la teología de la Santa Trinidad, las tres personas que Jesús cita en su «palabra de adiós» y más concretamente la del Santo Espíritu.
En ese texto que traduce el propósito de Jesús, son calificados de «paracletos» todas las instancias que designan a Dios en su relación con el mundo. «Paracleto» no es otro nombre del «Espíritu Santo». En efecto, no es llamado «un intercesor (...), el espíritu de la verdad» sino «otro intercesor (...), el espíritu de la verdad». Es así que puede ser calificado de intercesor el espíritu de la verdad pero también otra cosa diferente que este espíritu de verdad, para empezar por el intercesor que Jesús mismo ha sido para sus discípulos. Jesús designa en este discurso a otra persona diferente de él mismo, al menos otra persona diferente durante su presencia en la tierra, pero en ninguna otra palabra suya precisa cual es o cuales son esas otras instancias divinas que pueden ser calificada de intercesor. Puede ser el Hijo solo, o el Padre y el Hijo. Una errónea lectura, al menos una lectura restrictiva, está en el origen de la reducción del empleo del término «Paracleto» al sentido del «Espíritu Santo».

### Su empleo por Abelardo

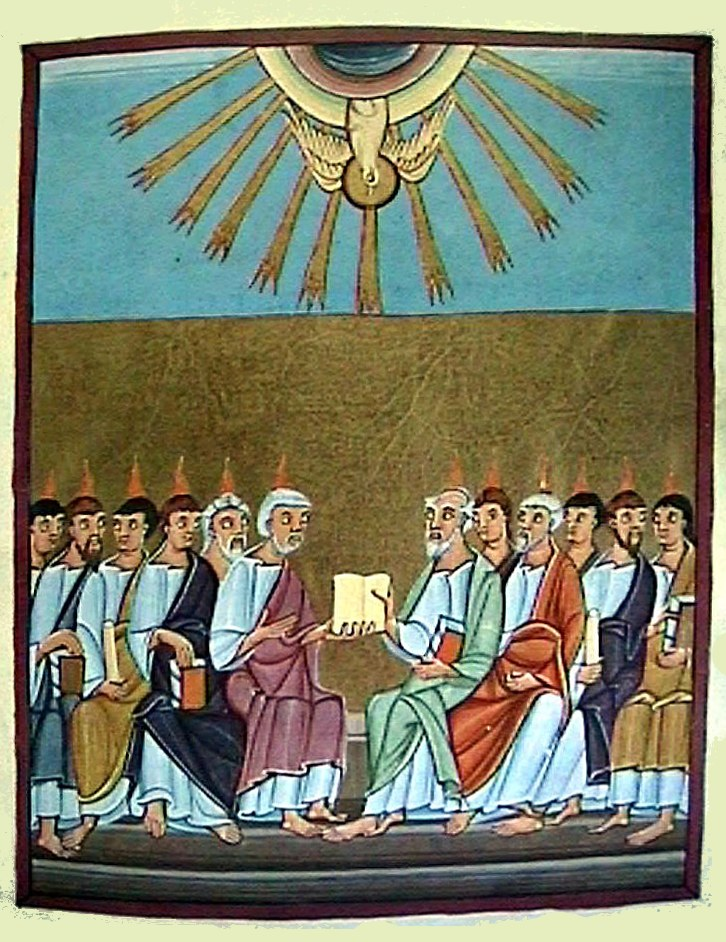
Descendimiento del Paraclet bajo la forma del Espíritu Santo cinco días después de haber sido prometidos por Jesús (Apocalipsis de Bamberg, ~1010).

Abelardo, el dialéctico más célebre de su tiempo, a investigar en la madurez, a partir de 1113, la teología con los instrumentos de Aristóteles enoja a las autoridades religiosas por la aplicación de su teoría de los universales al concepto de Paracleto. En su análisis del género y la especie aplicada a Dios, hace del Paracleto no otro nombre del Espíritu Santo sino una cualidad común a las tres personas divinas. Al hacerlo, exégesis que no duda en contradecir la tradición, Abelardo sigue el texto literalmente.
Condenada, entre otros puntos, por Bernardo de Claraval, en el Concilio de Sens, esta noción abelardiana de Paracleto es demasiado hiriente para que el término, empleado desde 1130 para designar a la abadía, sea rechazado en 1131 por la Curia, que prefiere en un primer momento el de oratorio de la Santa Trinidad. En el uso común la abadía siguió llamándose Le Paraclet, y la denominación se convierte en oficial ya en 1147.

### La polémica sobre el concepto de Paracleto

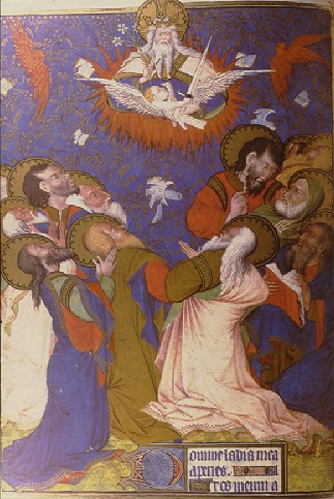
La misma escena de Pentecostés representando al Paraclet bajo la forma de las tres personas de la Santa Trinidad
(Libro de las Horas de Rohan, ~1430).

Tras esta disputa teológica entre la orden no-nacida del Paracleto y las órdenes emergentes de predicadores premostratenses y cistercienses, se oculta la cuestión del estatuto del clero, es decir la del acceso a la verdad por el común, y particularmente la de la capacidad de la mujer para acceder a la razón.
Si el alma elegida, incluida la de una mujer, «recibe consolación» no solo del Espíritu Santo sino de toda la divinidad, dicho de otro modo, si recibe la gracia de comprender lo que hay de comprensible en Dios, el acceso a la verdad por el Espíritu Santo es un acceso a todo lo que hay de accesible de la divinidad. Se haría así legítimo, lo que cree poder denunciar Bernardo de Claraval,« comprender con la razón humana todo lo que atañe a Dios». Para Abelardo, en efecto, el dogma, a diferencia del "misterio" al que reserva un estatus más elevado, no sobrepasa a la razón humana. No se impone sin razón ni razonamientos, es decir, sin explicación ni comprensión.
Por tanto, «replicar con una verdad fundada en la razón parece más sólido que hacer ostentación de la autoridad» La autoridad de los padres se encuentra discutible por cualquiera y la de los místicos salidos del pueblo acrecida. La salvación y el pecado se convierten en asunto menos de sumisión moral que de comprensión personal de su erro y búsqueda interior de la verdad. La discusión se une aquí con la de la moral por intención, introducida por Abelardo según la cual la culpabilidad o la inocencia no se juzga solo por un comportamiento aparentemente conforme a la ley o a la moral, sino por la intención que hay en el corazón del sujeto.

### El contexto religioso, político y social de la polémica
Es, en efecto, el contexto de la dificultad en la que se han encontrado los predicadores enviados por Norberto de Xanten y Bernardo de Claraval a evangelizar al pueblo que , incluso en los campos más recónditos, se ha permitido responder a los argumentos de autoridad blandiendo el 'Sic et non' (la) de Abelardo. En este libro, el autor expone las contradicciones aparentes, entre el texto de la Biblia y los comentarios de los Apóstoles y de los Padres de la Iglesia. Invita Abelardo ahí no solo a contestación sino, partiendo de la duda, « primera llave de la sabiduría», a la búsqueda de la verdad más allá de las aporías y, siguiendo la lectura augustiniana de Isaías y la lección de Anselmo, a la elaboración de una opinión personal, garantía única de una fe sincera. 
«Haec quippe prima sapientiae clavis definitur assidua scilicet seu frequens interrogatio. »
— he ahí lo que se define con seguridad como la primera llave de la sabiduría, que es el cuestionamiento constante, repetido.
La discusión, que está en la raíz de la reforma gregoriana y de la «primavera de las herejías», se añade a una lucha del poder secular entre los Capetos y los Tibaldianos (Casa de Blois) que culmina en enero de 1143 con la masacre de Vitry perpetrada por Luis VII.
Desde la generación siguiente a la de Eloísa, una verdadera ética de la paraclesis, rechazo de la Iglesia y del latín, se extendió por intermediación de la música y de la poesía en lengua vulgar en las cortes principescas a través del amor cortés, donde la amada, tan inaccesible como deseable, es cantada como una consolación del alma, mientras que los «Buenos cristianos», excluyendo todo intermediario clerical, hacen del Paracleto el objeto de su ritual principal, el consolamentum.

## Historia
La época de Heloísa.
- 1122 Abelardo funda la ermita de Saint-Denis gracias a la ayuda de Teobaldo II de Champaña.
- 1127 La ermita, que se ha convertido en una "universidad" del campo, se cierra.
- 1129 Eloísa junto a sus hermanas expulsadas por Suger de la abadía de Argenteuil reabre el oratorio.
- 1131 El establecimiento es aceptado por las autoridades eclesiásticas y recibe el título de priorato.
- 1133 Abelardo y Eloísa fundan la primera regla monástica femenina. El Paraclet se convierte en el primer centro de música sacra de su tiempo.
- 1135 Eloísa es nombrada abadesa.
- 1136 Abelardo es nombrado escolástico de la Abadía Sainte Geneviève du Mont de París, por lo que Eloísa dirige sola el priorato.
- 1139 Bernard de Clairvaux inspecciona el Paraclet, que se ha convertido en un centro intelectual para mujeres.
- 1140 Abelardo es condenado en el concilio de Sens.
- 1142 Muerte de Abelardo.
- 1144 Pedro el Venerable traslada el cadáver de Abelardo al Petit Moustier e integra al Paraclet en la Orden de Cluny.
- 1146 Se dota al Paraclet de un inmenso dominio agrícola y vitícola.
- 1147 El Paraclet, que en principio era un simple priorato dirigido por una abadesa, se convierte en abadía y se concede a la abadesa la autoridad nullius dioecesis.
- 1160 La condesa Matilde de Carintia es enterrada en La Pommeraie, uno de los cinco prioratos anexos al Paraclet.
- 1164 Muerte de Eloísa.

El Paraclet glorioso
- 1198 El papa reconoce la afiliación del Paraclet a la Orden de Cluny, es decir, su independencia conforme a la jerarquía episcopal.
- 1203 Primer conflicto con el obispo.
- 1218 El Paraclet financia la construcción de la Abadía de Royaumont.
- 1229 El Paraclet apadrina a la panadera de Provins, una corporación en el seno de la sociedad campesina.
- 1233 El Paraclet se convierte por contrato en el pensionario de la abadía real de Saint-Denis (con lo que abastecen a París de trigo).
- 1247 El Paraclet es propuesto como modelo monástico femenino frente a las clarisas.
- 1291 Para hacer frente a la falta de recursos, se limita el número de religiosas a sesenta.
- 1299 El Paraclet se vuelve económicamente dependiente de la familia Barre.
- 1342 La abacial se restaura gracias a la reina Juana de Evreux.

Destrucción
- 1359 El Paraclet, arrasado por la Guerra de los Cien Años, se deshabita.
- ~1360 Una de las monjas que había regresado a la vida civil da a luz al primer hijo del obispo de Troyes.
- 1377 El Paraclet carece de abadesa.
- 1403 Se nombra una nueva abadesa.
- 1406 Nueva vacante.
- 1415 Nueva restauración.
- 1453 Una vez termina la Guerra de los Cien Años, el Paraclet resurge.

Reconstrucción de los edificios y restauración de la regla monástica
- 1481 La abadesa Catherine de Courcelles comienza la reconstrucción.
- 1482 La más prestigiosa de las abadías de Troyes, descontenta, se desvincula del obispo y se convierte en una filial del Paraclet.
- 1497 Los restos de Eloísa y de Abelardo se trasladan del Petit Moustier a la abacial, a ambos lados del coro.
- 1499 El obispo intenta imponer su autoridad sobre el Paraclet.
- 1509 Se termina la muralla y se restablece la clausura estricta para las profesas.
- 1533 EL Paraclet se convierte en una abadía real.
- 1536 La abadesa Antoinette de Bonneval ejerce una disciplina tiránica y paranoica.
- 1547 El cargo de abadesa del Paraclet es acaparado definitivamente por las grandes familias del Reino de Francia.

Caída
- 1557 El Paraclet, refugio de campesinos en caso de ataque protestante, alberga un cuartel.
- 1583 La abadía cae en régimen de encomienda.
- 1586 En una región arrasada por las guerras de religión, la abadesa Jeanne de Chabot vente todo el mobiliario.
Acusada de sentir simpatía por los hugonotes, el número de religiosas se reduce a tres.
- 1593 Vacante debida a una querella de sucesión por el puesto de abadesa entre el rey y el papa.

Segunda restauración de la regla monástica
- 1615 La abadesa Marie de la Rochefocauld ordena publicar los manuscritos de Abelardo, entre ellas la famosa correspondencia con Eloísa.
- 1621 Los restos de Eloísa y de Abelardo se unen solemnemente en una doble tumba bajo el altar de la abacial.
- 1626 Conflicto con el obispo.
- 1632 El Paraclet adopta una nueva regla monástica según la Contrarreforma y el Concilio de Trento.
- 1637 El Paraclet se requisa durante un mes con función de cuartel.

El tercer Paraclet
- 1650 Una tormenta destruye gran parte de la abadía.
- 1686 Un castillo se construye al norte de la abadía para ofrecer alojamiento a las religiosas.
- 1701 La abadesa Catherine de le Rochefoucauld hace construir un cenotafio dedicado a Eloísa y a Abelardo. La abadía revive en su culto el recuerdo de los amantes convertidos.
- 1707 Se comienza la reconstrucción de la abacial.
- 1721 Tras la caída de Law, el Paraclet vive dificultades financieras.
- 1770 El dominio de la abadía y sus edificios agrícolas se arriendan.
- 1779 Se construye una nueva sala capitular y también una inmensa bodega que aún se puede ver hoy.
- 1780 Los restos de Eloísa y Abelardo se unen en un relicario depositado a los pies del cenotafio.

El final del Paraclet
- 1790 La abadía, nacionalizada, se evacua (aunque volverán algunas religiosas).
- 1792 El relicario de Eloísa y Pedro Abelardo se retira (será llevado a París). La abadía se vende, la abacial se demuele.
- 1793 Incendio.
- 1821 El Paraclet es recomprado por el general Pajol, quien hace edificar un obelisco dedicado a Eloísa y Abelardo.
- 1830 El Paraclet, a excepción del castillo, para a ser propiedad de la familia Walckenaer.
- 1835 El poetaCharles-Athanase-Marie Walckenaer adquiere el castillo y realiza ciertas reformas agrícolas.
- ~1910 Charles Marie Walckenaer hace construir la capilla actual.

### Una fundación en dos tiempos

#### El oratorio de San Denis (1122-1130)
En 1122, Abelardo, prior de Maisoncellesnota 2 condenado el año anterior en el Concilio de Soissons, se refugió en Provins5 al amparo de Robert, prior de Saint-Ayoul. Gracias a las gestiones personales del obispo de Meaux, Burchard, y de su protector, el muy influyente y riquísimo conde de Meaux, Thibault de Blois, próximo conde de Champagne, y después de su aliado el Senescal Étienne de Garlande5, fuerza a su nuevo abad, Suger, a aceptar que sea separado de Saint-Denis. Por orden de Thibault, Simon, señor de Nogent y también fundador tres años más tarde de la abadía vecina de Courgenay, le cede los terrenos boscosos del monte Limars al norte del río Ardusson18 entre Quincey y Saint-Aubin para fundar allí una ermita consagrada a la Santa Trinidad5, en la vecindad de un oratorio dedicado a Saint-Denis19 donde podía tranquilamente impartir sus enseñanzas a aquellos estudiantes que le habían seguido.
Revolucionario en el sentido de que entronca con la tradición del Colegio Theodosio (en) de Saint-Iltud, el proyecto de una escuela retirada del mundo nace de una cierta improvisación de una parte de la promesa hecha por Abelardo de no acogerse a ningún otro monasterio, lo que perjudicaría a la reputación del de Saint-Denis que acababa de abandonar, y por otra parte de la indigencia en la que se encontraba en ese momento, incapaz de transformarse en simple agricultor del terreno agrícola que se le había concedido20, nota 3. El paradójico homenaje a la casa madre de Saint-Denis, cuidadosamente ocultada más tarde21 por un Abelardo en conflicto con ellanote 4, refleja quizás los términos del acuerdo entre el conde Thibault y el abad Suger y probablemente una concesión territorial en otras muchas22, nota 5.
En 1127, a raíz de la desgracia del canciller Étienne de Garlande, obtenida por Suger, antiguo compañero de estudios del príncipe convertido en el próximo consejero del rey Luis Vi, Abelardo abandona su experiencia de universidad en el campo para encargarse de la dirección de la abadía de Rhuys en Bretaña, su tierra de nacimiento donde se encuentra al abrigo de las persecuciones conducidas en Francia por sus rivales cistercienses y premostratenses. El único edificio23, «un dormitorio cerrado», y las cabañas5 levantadas por los estudiantes, hijos de familias aristocráticas, quedan abandonados. Cuando tres cuartos de siglo más tarde otro profesor funde a su vez una escuela eremítica, el Val des Écoliers du Christ, ya será con el espíritu triunfador de estos enemigos de Abelardo.
En 1129, Eloísa, priora del monasterio de Santa María de Argenteuil, conminada por monjes, al igual que todas las otras monjas, es expulsada por Suger, abad de Sain-Denis en línea con su oposición en el seno de la corte de los capetos contra el partido thibaldiano y además sostenido por Bernardo de Claraval. Invitada por su marido Abelardo, reúne a la mitad de sus hermanas, dispersas5 en sus familias o alojadas en la abadía de Yerres24 , y se instala con ellas en el Paracleto, en la mayor menesterosidad pero dotadas desde 1129 de una prebenda para cobrar sobre los peajes del Pont-sur-Seine25 (puente sobre el Sena) . El lugar es un desierto, donde los benedictinos no cruzan más que animales o algunos campesinos pobres, pero se encuentra en medio de una red de caminos y fluvial cuya frecuentación no hace más que crecer desde el principio de siglo, cuando las ferias de Champagne se abrieron a Troyes y a Bar. Milon, señor de Nogent y probable heredero del vizconde de Troyes Milon de Montlhéry, les concede también los derechos de pesca en el Ardusson entre Quincey y Saint-Aubin18. La iniciativa de Milon procede de una cierta toma de posición de la corte de Champagne. Casi simultáneamente , en el concilio de Troyes, Thibault funda con Hugues de Payns la orden de los Templarios, que se convertirá algunos decenios más tarde en la primera red bancaria.

#### El oratorio de la Santa Trinidad (1131-1132)

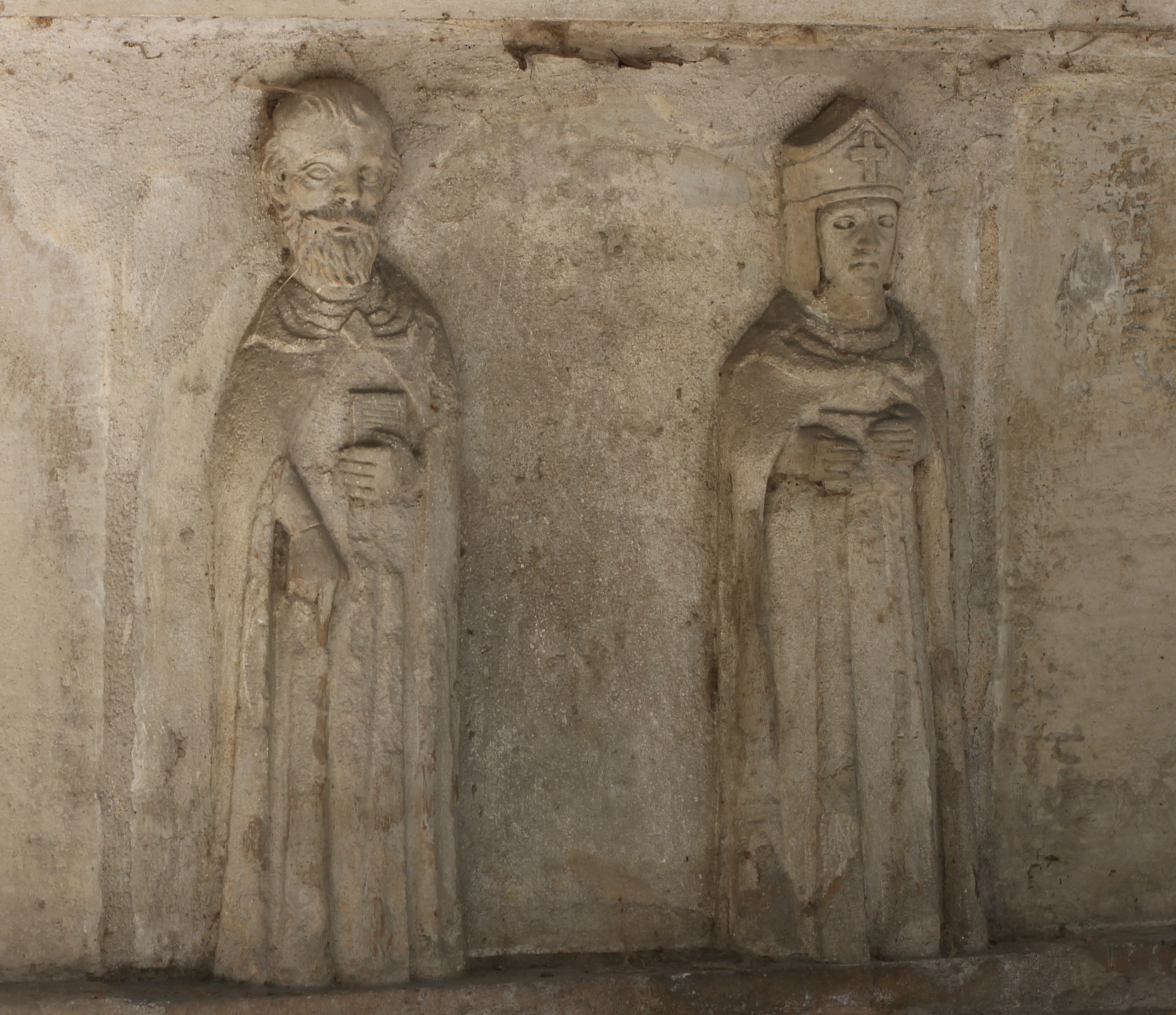
Abelardo y Eloísa representados sobre su tumba gracias a un altorrelieve renacentista realizado por Alexandre Lenoir. Eloísa porta la mitra que le será otorgada el 1 de noviembre de 1147.

La ausencia de Abelardo deja a Eloísa, que no carece de apoyos debido a su posición social, sujeta tanto a atenciones como a vejaciones y violencias de las diversas autoridades locales. El 28 de noviembre de 1131, durante el cisma de Anacleto, el obispo de Auxerre Hugues de Montaigu obtiene del papa Inocente II el privilegio que pone la fundación en el seno de la archidiócesis de Sens y bajo la autoridad directa del obispo de TRoyes Hatton, en cuya diócesis se encuentra el Paracleto. El establecimiento recibe el monbre oficial de « Oratorio de la Santa Trinidad » y Eloísa es nombrada su tutora26.
Sin embargo Abelardo no está inactivo. Para reconquistar a la opinión pública inventa un nuevo género literario, la autobiografía. En Historia de mis desgracias, cuya narración, centrada en un retrato melodramático de su relación con Eloísa, se cierra con la fundación de una nueva orden monacal femenina, se esfuerza por atraer la compasión de su público, el conjunto del medio intelectual que le difunde por medio de circulares. Después lleva a cabo una campaña de obtención de fondos4 que obtiene frutos rápidamente. Eloísa y su futura priora Astrana, agotadas27 por los dos años pasados en la incertidumbre y un año de indigencia, pueden hacer comenzar la construcción de un pequeño coro abacial en estilo románico tardío complementando al dormitorio preexistente5 para seguir con una sala capitular, documentada desde 114418 y que tenía once ventanas, lo que deja suponer un francigenum opus, así como, en la entrada28, un « pequeño claustro ».

#### La primera orden específicamente femenina (1133-1135)
En 1133, Abelardo abandona la dirección del Rhys donde, en ausencia de financiación, los monjes tenían que costearse sus propias necesidades y que ya han intentado, tres o cuatro años antes, envenenar a su abad reformador. Ochenta años antes que Santa Clara, Abelardo, a petición de Eloísa, la primera regla monástica femenina que no sea la adaptación de la regla de san Benito que había seguido santa Escolástica y que un año antes las primeras bernardas eligieron continuar siguiendo. Adopta así un enfoque diferente del de Norbert de Xanten, que da una primera regla a los premostatenses hombres o mujeres, pero que se muestra menos progresista que Robert d'Arbrissel y Elisenda, la probable madre de Eloísa, quienes concibieron en Fontevrault una abadía mixta, es decir syneisaktiste y no estrictamente femenina, a la cabeza de la cual fue nombrada, el 28 de octubre de 1115, Petronila de Chemillé, estando los monjes subordinados a la autoridad de una mujer.
Las experiencias desgraciadas de Saint-Denis y del Rhuys hacen a Abelardo, él que ha pensado por un momento preferible hacerse dhimmi5 en al-Ándalus, perfectamente consciente de la necesidad y del hecho de las dificultades de reformar el monacato. Un cierto número de opciones dibujan la utopía concebida entre dos de la orden paracletense. La práctica será muy diferente.
- prevención contra la virginidad (el monasterio se destina a mujeres del mundo, una viuda, por ejemplo, que elige retirarse siguiendo el modelo de María Magdalena),
- elitismo (se reduce el número de religiosas),
- estudios (las mujeres no pueden limitarse a formar parte del coro),
- delegación del poder espiritual, al menos fuera del recinto,
- clausura religiosa estricta,
- vida en silencio, roto únicamente por gestos en caso de necesidad,
- rechazo de la ascesis, al menos de sus excesos,
- medidas contra la homosexualidad (« Para seducir a una mujer, nada más cómodo que el amaneramiento femenino. No hay nada más atractivo para una mujer que el comprometerse en el deshonor de una mujer con espíritu vicioso. »[14])
- medidas contra el alcoholismo,
- prohibición del vegetarianismo (Abelardo insiste en este punto,[15] Eloísa favorece la libertad de opción y elige dejar de comer carne tras la muerte de su marido),
- modestia de la puesta pero sin exceso (vestimentas de lino y no de seda, uso de lanas pero no de pieles),
- autorización de los baños, especialmente para los enfermos (la regla del Paraclet ordenará definitivamente irse a la cama sin desvestirse),
- comunión completa, que comprende también las vestimentas,
- rechazo de la mendicidad o de cualquier práctica para conseguir dinero (incluso donaciones),
- dispensa de trabajos manuales destinados a los hombres a excepción de tareas como cocina, plancha, costura...,
- práctica del augustinismo por no ser tan severo para las mujeres como otras reglas.

Abelardo, respondiendo a una petición de Eloísa, comienza la entrega de ciento treinta cánticos, letra y música, entre ellos el melancólico O Quanta Qualia. El objetivo de Eloísa era hacer coherente con este himnario una liturgia hasta entonces seguida sin que su lógica ni siquiera su sentido fueran percibidos.El Paracleto se convierte con ello en el primer centro de música sagrada de su tiempo.
Abelardo completa esta liturgia36 con veintiocho sermones37 para otros tantos santos aniversarios, hasta entonces no tenidos en cuenta. Para la edificación de los religiosos del Paracleto, organiza una semana litúgica bajo la forma de una lección simple sacada del Génesis38 e inspirada en los comentarios de Rachi. Era de los pocos sabios que tenían acceso, gracias a sus amistades con los rabinos, al texto original que guardaban las sinagogas de Troyes y Provins; se trata de la primera exégesis cristiana del Génesis desde San Jerónimo. Tomando unos vuelos de laboratorio de sabiduría, que además está promovido por 39, el proyecto del Paracleto va, claramente, en dirección contraria a las orientaciones que quiere dar a la reforma gregoriana el cisterciense Bernardo de Claraval, atento a restaurar la autoridad religiosa sobre los clérigos fieles a los tres votos, lo que implica dejar a un lado a las mujeres. En este aspecto, el Paracleto es origen del beguinaje40, que pondrá en el siglo a las religiosas y que la Iglesia combatirá con la hoguera.
En 1135 Eloísa recibe el título de abadesa, aunque su establecimiento siga siendo un priorato.

### El Paracleto de Eloísa

#### Una escuela para mujeres sabias (1136-1141)
En 1136 Abelardo, nombrado por segunda vez magister scholarum de la abadía de Sainte-Geneviève por el canciller Étienne de Garlande, que ha obtenido el cargo al mismo tiempo que el favor real, abandona la codirección del Paracleto en manos de Eloísa. Una bula consagra la mutación. Tomando a su marido de ejemplo, Eloísa hace del Paracleto una escuela. Las novicias estudiaban allí las Santas Escrituras, a los Padres de la Iglesia, el canto llano, música, medicina natural, la sangría, latín, griego, e incluso hebreo, lo que hizo nacer la leyenda viva hasta 1790 de que la misa de Pentecostés se celebraba en griego.
Esta escuela monástica fue vista en el Renacimiento como un ideal humanista, el prototipo del Colegio de Francia46, pero en su época, a pesar de la importancia de la enseñanza dispensada en el Paracleto, de algunas lecciones dadas por Abelardo o un programa de estudios bien definido, molesta. Bernardo de Claraval, inquieto por el éxito internacional de Abelardo y del lugar reservado a la fe mística por los doctores que, según él, pretendían « hacer claros y accesibles incluso los secretos de Dios »47, inspecciona el Paracleto. Se asombra por que padrenuestros que allí se recitan retoman las palabras del evangelista Mateo48, « nuestro pan sobresustancial ». Para Bernardo de Claraval, el modelo monástico femenino, es Hildegarda de Bingen, el de una mujer que abandona la doctrina al clero masculino, se dedica a la música, se abandona al trance y, adopta el ideal ascético enseñado por Judith (Jutta) de Sponheim (Spanheim), encarna una imagen mística de la mujer49.
El 26 de mayo de 1140, el concilio de Sens animado por el mismo Bernardo, al condenar las tesis de Abelardo, fragiliza el proyecto del Paracleto. Para aquellos que son del partido de cultivar la crítica exegética de las Escrituras, la priora, sin estar, sin embargo, implicada directamente, es una ayuda moral para el hereje, quien no duda, en su defensa, hacer título50 de ello.

#### Eloísa en busca de legitimidad (1142-1145)

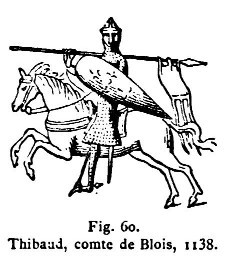
Teobaldo II de Champaña en 1138 según un sello. El hermano de Esteban de Inglaterra fue, durante la continuidad política de su madre Adela de Normandía, el padrino del Paraclet y sostuvo una cierta libertad de los intelectuales y de las mujeres frente a Suger y la hostilidad de los capetos.

Dos años más tarde, el 21 de abril de 1142, Abelardo murió en la abadía de Saint-Marcel donde, ya enfermo, se había retirado. Eloísa, para honrar su promesa de darle sepultura en el Paracleto, organiza, apoyándose en el conde de Champagne, Thibault, la repatriación de los restos mortales de su marido, celosamente conservados en su abacial por los hermanos de Saint-Marcel. Sin embargo un querella sobre la investidura de Pierre de la Châtre al arzobispado de Bourges hacen degenerar las hostilidades entre el rey capeto y el conde thibaldiano, quien defiende la elección del papa, en conflicto armado, que llega al extremo en enero de 1143, cuando el joven Luis VII, excomulgado, hace quemar a mil quinientos habitantes, adultos y niños17, en la iglesia de Vitry51. Solo después de dos años y medio , el 10 de noviembre de 1144, Eloísa puede acoger el cuerpo de su esposo en la capilla del Petit Moustier, donde hace preparar una tumba delante del altar.
El traslado se hizo clandestinamente por el superior de la casa de Saint-Marcel, Pedro el Venerable. El 16 de noviembre, este, con autoridad solo dependiente del Papa, acuerda al difunto una indulgencia plenaria que se exhibe sobre su tumba. El mismo día, recibe al Paracleto en la orden de Cluny, proyecto deseado desde hace mucho a causa de la admiración que ha atesorado desde su adolescencia por la sabiduría de Eloísa. El espíritu de la regla de Abelardo, si no su regla misma, se ve alterada en el sentido de dejarse llevar por las formas ordinarias.52, nota 8

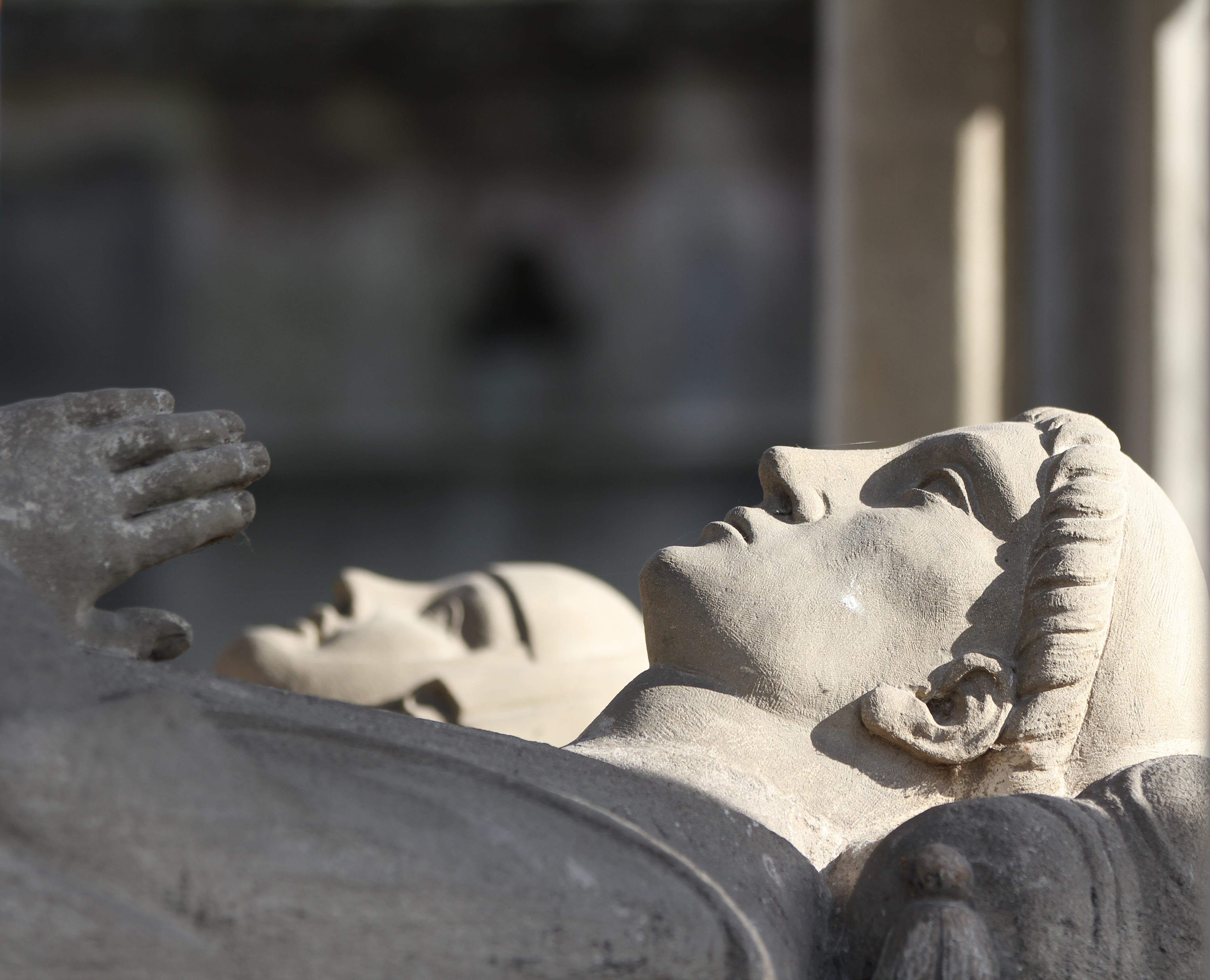
Tumbra de Pedro Abelardo contemporánea a su defunción, única pieza auténtica recuperada de su primera tumba en Saint Marcel, visible hoy en día en el Cementerio del Père-Lachaise.

Renunciando un poco al ideal autártico de Abelardo, Eloísa, después de la afiliación de su abadía, cede con realismo a los sostenes locales que se le presentan. Este mismo año de 1142 abre un primer anexo, el priorato de la Madeleine, en Trainel, donde tiene su sede la familia señorial más importante de la regiónnota 9. En 1143 Balduino de Chaufond, yerno del propietario, le cede las ciénagas, prados y tierras de labor de la Pommeraienota 10, situadas entre el Oreuse y el gran camino53, así como el gran molino sobre el viejo arroyo.
Un ritual se pone en práctica para honrar la memoria del fundador de la abadía. Eloísa lo organiza sobre la base de una oración fúnebre, la Nénie de Abelardo54, previendo que pudiese servir después de su propia inhumación bajo los restos de su marido. Una procesión portando la « cruz del Maestro », es decir, de Abelardo, reúne la víspera de Pascua a los habitantes de Saint-Aubin, Fontaine-Mâcon y Avant-lès-Marcilly que así se liberan del diezmonota 11. El monasterio toma a su cargo el entierro de los indigentes.

#### Eloísa, mujer de negocios (1146-1163)
En 1146, Eloísa obtiene de Thibaut que Milon, señor de Nogent, le ceda varios centenares de hectáreas ya puestas en cultivo al sur del Ardusson entre Saint-Aubin y su molino, la carretera de Traînel al oeste y la de Charmoy al estenota 18. Renaud hace lo propio con las tierras aguas arriba de estos dos ríos sobre el Ardusson hasta el pueblo de Quincey. Cinco años después de la muerte de Abelardo, el priorato ha acumulado más de un centenar de donaciones.
El 1 de noviembre de 1147 el papa Eugenio III eleva al Paracleto a rango de abadía y redacta un bula de exención nullius dioecesis confiriendo a su abadesa una autoridad casi episcopal que se extiende ya, algunos más antiguos, sobre cinco prioratos anexos situados en Trainel, Aval o Laval, cerca de Lagny, Noëfort, también llamado Montfort, cerca de Saint-Pathus, Saint-Flour, del que no queda nada, y la Pommeraie55, que pertenecía desde 887 al capítulo de Auxerre. Hasta su clausura, la abadía pagará a la Santa Sede un impuesto anual, « obolum aureum », que será, de hecho, abonado una vez por siglo56 bajo la forma de un talento, la « maille d'or ». Las parroquias de Saint-Aubin y de Quincey con sus diezmos fueron asignados al Paracleto. El cura de Quincey sería nombrado por la abadesa.
El mismo año, el Paracleto ve confirmada la propiedad de la Pommeraie. La condesa Mathilde, viuda en 1151, abrió allí un abadía-hija en la que se retira, Nuestra Señora de Pommeraie.
En 1152, Comitisse, sobrina del propio Milon, entra en el Paracleto aportando los derechos sobre el estiércol de Saint-Aubin y de Quincey.18
El 25 de noviembre de 1157, el papa Adriano IV promulga un acuerdo de partición firmado con la abadía de Sainte-Colombe, en cuya demarcación se encuentra La Pommeraie, los fondos recaen en el Paracleto, el diezmo en su primogénito. El 1 de diciembre, se confirmaron numerosas donaciones hechas al Paracleto por los grandes propietarios de las tierras de la región.57
En diciembre de 1160, la condesa Mathilde, futura abuela de Philippe Auguste (Felipe II de Francia), es enterrada en La Pommeraie, a la que había legado tres molinos condales de Provins. Su hijo, el conde de Troyes añade una renta de 35 libras a pagar sobre la feria de la propia ciudad y Jocelin de Saint-Pregts se ve obligado a ceder los pastos vecinos del lugar llamado Barrault. La tumba de esta princesa, emparentada con todas las grandes cortes, hace de La Pommeraie un lugar de paso obligado, aunque no con mucha frecuencia, tanto por el rey como por príncipes extranjeros.

### Apogeo y declive
Víctima de su éxito, el Paraclet, saqueado y desierto durante varios años al final de la guerra de los Cien Años, acabó por depender financieramente de los bienhechores locales. A pesar de una decadencia material e intelectual, continúa hasta el siglo XVIII cultivando y organizándose en torno al arte coral introducido por los grandes compositores y poetas que fueron sus fundadores, con la misma exigencia de conocimiento de memoria que rubrica la sinceridad del deseo.

#### De la postergación a los múltiples reconocimientos (1164-1234)
En 1164 la priora Estaquia toma la dirección de la abadía a continuación de Eloísa, fallecida el 16 de mayo y enterrada en el Petit Moustier bajo los restos de su marido. Aunque después de la muerte de Abelardo la abadía se había integrado en la regla benedictina, una cierta tradición querida por Eloísa continúa siendo respetada, en particular la exigencia de sinceridad y no de apariencia, propia a la concepción de responsabilidad por intención introducida por Abelardo en la moral y el derecho de Occidente. Los votos no pueden ser exigidos de quien no se siente capaz para cumplirlos. El Paraclet evita así caer en la mundanidad que fue fatal para Fontevraud, la otra abadía femenina prestigiosa. Contrariamente a esta abadía de Señoras, el número de sus profesas se mantiene reducido.
Hay que esperar quince años hasta que una nueva abadesa, Mélisende, que pertenece a la alta nobleza, y gracias a la cual se vuelven a recibir donaciones. Se legan usufructos de terrenos ricos en madera ya que la mayoría de los edificios de la abadía todavía se realizaban en este material. En 1198, la Curia romana actúa en nombre del papa Inocencio III e incluye el Paraclet en la orden de Cluny. Una bula papal confirma sus privilegios y sus bienes. En 1203, Eudes de Saint Pregts extiende los derechos de La Pommeraye. En ese mismo año, la nueva y cuarta abadesa, Ida, obtiene del mismo papa el permiso de la entrada de algunos hombres a la abadía para ponerse al servicio de las religiosas.
En 1218, la quinta abadesa, Ermengarde, otorga a San Luis la financiación necesaria para fundar la abadía de Royaumont. Cada maestro promete donar a una representante de la abadía, el día de Pentecostés y delante de la iglesia Saint-Thibaut, una cierta cantidad de alimentos. El reglamento prevé que cada nuevo maestro, tras haber pagado su parte, provea "por su bienvenida, una tarta y un buen pastel y honestidad".

#### Crisis financiera y declive cluniciano (1235-1336)
El papa Gregorio IX confió a Guillermo de Auvernia un proyecto preparado en 12377 pero inacabado, de reformas en los monasterios femeninos, entre los cuales aparecía el Paraclet, a través del mito de la conversión de Eloísa conservado gracias a su Correspondencia, como arquetipo. Frente al nuevo ideal evangélico de extrema pobreza predicado por las clarisas, el Paraclet ofrece el modelo de la "discreción", es decir, la ausencia de excesos en la riqueza. El exceso de pobreza perjudicaría al ideal buscado no permitiendo la vida común. El voto de pobreza, la puesta en común de los bienes propios, no implica la pobreza de la orden monástica ni la ausencia de los bienes comunes.
En mayo, una misión conducida por Ermengarde, acompañada por tres sobrinas aún niñas, de su chantre y tres curas, es recibida por la superiora Adèle en la abadía de Fontevrault. Esta misión tenía como objetivo el acercamiento de dos jefes de la orden, uno en el este y el otro en el oeste. El proyecto de acercamiento no tuvo finalmente lugar. En 1244, la abadesa se ve obligada a limitar a veinticinco el número de monjes que podían ser admitidos en el priorato de la Madalena, en Trainel. Tras la muerte de Ermengarde en 1248 y a la espera del nombramiento de su sucesora, la gestión de la abadía se ve confiada al comisario de Troyes, Pierre Desbordes.
Menos de cincuenta años después, el papa Celestino III zanja los problemas financieros limitando el número de monjes a sesenta. Se renuncia al proyecto agrícola autosuficiente y se vuelve a la colecta de donaciones, por lo que la abadía se vuelve desde este momento completamente dependiente de la financiación de familias benefactoras cuyas hijas se encuentran allí. De este modo, la abadía se vuelve un lugar en el que las alianzas locales buscan acceder a lo alto de la escala social, acogiendo a damas que no desean casarse, como Mélisende « de La Chapelle », cuya excepcional dote se paga a la abadía en 1207 ya que su padre, Hugues Lemoine, aspiraba a ser un caballero. Paralelamente, la práctica del latín disminuye. El puesto de abadesa pasará a ser durante más de un siglo, de 1299 a 1423, propiedad de la familia de los Barres, fondadura en 1127 del priorato de Noëfort y principal contribuyente del Paraclet.

#### A través de la guerra de los Cien Años (1337-1480)
En 1342, la reina Juana de Évreux, viuda retirada en su señorío de Brie, donó 40 libras para la restauración de la iglesia de la abadía al igual que realizó con otros edificios religiosos de la región.
Diez años después del comienzo de la peste negra, el 9 de junio de 1358, los mercenarios de Étienne Marcel y Carlos II de Navarra son atrapados en Meaux durante el breve sitio realizado por las tropas del delfín Carlos V de Francia y el Captal de Buch, Juan III de Grailly. Los saqueos tienen lugar en los bosques de Nogent. Durante el año 1359 tiene lugar una política de tierra quemada y se manda demoler los bastiones que han quedado aislados, sufriendo el Paraclet una serie de saqueos llevados a cabo por la caballería de Eduardo III de Inglaterra. Esta destrucción se produjo probablemente durante la batalla de Chaudefouace el 23 de junio, en la que la gran compañía de Brocard de Fenestrange, junto a la milicia de Enrique de Poitiers, vence a las tropas inglesas de Eustache d'Abrichecourt. El Paraclet pasa a estar en una situación de tierra de nadie.
En 1366, el papa Urbano V dispone que se restaure el Paraclet y reunir a las hermanas que se habían dispersado para protegerse en el seno de sus familias. Entre ellas está Jeanne de Chevery, con quien Enrique de Poitiers tendrá tres hijas y un hijo, Enrique el Bastardo, legitimados a la muerte de su padre en 1370 gracias a una ordenanza del rey Carlos V de Francia. Cuarenta años más tarde, la restauración del Paraclet está muy lejos de ser terminada. En 1408, el papa Benito XIII envía a Aviñón una indulgencia para contribuir a su rehabilitación.
A comienzos del siglo XV, el frente no deja de acercarse a la región del Paraclet, al sur del Sena, donde las incursiones de ambos bandos se multiplican. El tratado de Troyes fija en 1420 la frontera en el Loira pero no aporta la paz. El sistema que la abadía había creado para dar cobijo a la población agrícola es destruido.
A partir de 1437, los propietarios de la región que se han enriquecido durante la guerra invierten en el territorio para que la actividad que antes se realizaba recomience lentamente. Una vez que termina la Guerra de los Cien Años, comienza en 1453 un periodo de reconstrucción financiada. En 1458, tiene lugar una primera campaña de reconciliación. A finales del siglo XV, la decimosexta abadesa, Guillemette de la Motte, comienza a sufrir demencia senil y el cargo temporal lo ostenta la priora de Traînel. El Paraclet comienza a resurgir.

### El Paraclet en el Renacimiento
Durante el Renacimiento, el Paraclet acoge a mujeres de las casas de Coligny, Chabot y La Tour d'Auvergne entre otras, convirtiéndose así en una pieza secundaria del juego político.

#### El renacimiento físico de la abadía (1481-1512)
Catalina II de Courcelles se convierte la decimoséptima abadesa del Paraclet en 1481. Claustro, refectorio, dormitorio y otras salas son reconstruidas. Los trabajos duraron más de treinta años. La gestión de Catalina de Courcelles y el resto de las hermanas impresiona. La abadía de Notre-Dame-aux-Nonnains, venerable establecimiento de la ciudad de Troyes se convierte en 1482 una filial del Paraclet gracias a Enrique II de Francia y su acuerdo con el papa Sixto IV.
El 2 de mayo de 1497, la abadesa transfiere de forma solemne los restos de Eloísa y Abelardo desde el Petit Moustier por culpa de las infiltraciones e inundaciones hasta la entrada al coro de la abacial de Sainte Trinité. Desde este momento, las siguientes abadesas también serían sepultadas aquí.
En agosto de 1499, el obispo de Troyes Jacques Ranguier inspecciona la abadía.Durante el fin del reinado de Luis XII de Francia, los campesinos de Champaña disfrutan de un boom económico. El obispo constata que la abadía celebra fiestas de carácter anual durante las colectas de diezmos. Reprocha a los monjes el hecho de haberse juntado con los ciudadanos y haber participado en sus bailes y cantos, por lo que pide a la abadesa que lleve a cabo una reforma para restablecer la clausura, de ahí la construcción de un nuevo recinto que se termina en 1509 y todavía se conserva.

#### La abadía real, bastión del catolicismo (1513-1560)
En 1513, Catalina de Courcelles, que no quiere repetir el error de la abadesa precedente, obtiene del papa el reemplazamiento por la tesorería de Notre-Dame aux Nonnains y nombra a su sobrina Charlotte, una calvinista convertida al catolicismo.
A a la muerte de éste, en abril de 1533, Francisco I de Francia comienza las persecuciones contra los protestantes protegidos por su hermana, la reina Margarita de Navarra, excluyéndolos de los altos cargos. Elige entonces a Antoinette de Bonneval, convirtiendo así la abadía en un lugar real regido por una rigurosa y ejemplar disciplina. La abadesa exige la presencia de las prioras y les hace sufrir penitencias extravagantes, especialmente a las más reticentes.
Una ola de bandolerismo ligado a la desmovilización de soldados de Champaña y de los venidos de las guerras de Italia más el comienzo de las guerras de religión de Francia provocan, desde 1529, la fortificación de las villas situadas entre el Sena y el Yonne. Las obras duraron cincuenta años. Durante este periodo, la abadía se convierte en un objetivo militar.

#### El encuentro de la simplicidad abelardiana con el calvinismo (1561-1597)
En 1567, la abadesa Jeanne de Chabot, hija del almirante Philippe Chabot, nombrada siete años antes por la regente María de Médici, da refugio a la población que huía de las masacres perpetradas por la armada protestante de Luis I de Borbón-Condé, Gaspar de Coligny y François de Coligny tras su golpe de Estado fallido en Meaux. La abadía se convierte en un lugar defendido por doscientos mercenarios. La abadía de la Pommeraie se cierra y se reduce a una simple granja, por lo que los monjes se trasladan a Sens. La abadesa del Paraclet debe negociar sus salvaguardas con los jefes de los diferentes partidos en guerra como el embajador de España Charles d'Arenberg o, más tarde, Enrique I de Guisa, jefe de la Liga Católica (Francia). La abadía fortificada hace frente en 1576 a los lansquenetes, que habían incendiado los pueblos a su alrededor.
En 1586, el país es devastado por las tropas de Enrique I de Borbón-Condé, que se habían aliado anteriormente con armadas protestantes y alemanas. La abadesa escandaliza a todas las hermanas al invitarlas a una liturgia con dignatarios calvinistas, lo que provoca la deserción de dieciocho religiosas, entre ellas algunas que reivindican para sí el título de abadesa. En julio de 1592, el obispo de Troyes se ve obligado a forzar a clausura religiosa de la abadía para realizar una inspección. Confirmado un proceso por decreto de Enrique IV de Francia, a quien la Liga Católica califica de hereje, Jeanne de Chabot no reniega de sus elecciones. Muere en 1593, rodeada por las tres únicas hermanas que quedaban, acusada de haber vendido a los ingleses el manuscrito de la correspondencia entre Eloísa y Abelardo, cuya primera edición tendrá lugar en el Paraclet veintitrés años más tarde gracias a algunas copias.
La Santa Sede había reconocido anteriormente a otra abadesa, Anne de Moulinet, monja de Jouarre. Sin embargo, durante cinco años, la abadía no dispone de abadesa ya Marie de la Rochefoucauld, hija de Antoine de La Rochefoucauld, a pesar de haber sido llamada al convento de Saintes por Enrique IV de Francia, no puede acudir para ejercer su función.

### El Paraclet de La Rochefoucauld
La abadía se convierte en un cargo hereditario, que genera treinta mil libras de renta anual a finales del siglo XVIII. De 1593 a 1792, todas las abadesas pertenecieron a la Casa de La Rochefoucauld.

#### En la Contrarreforma (1598-1646)
A principios del reino de Luis XIII, la superiora María de la Rochefoucauld recibe a François d'Amboise, que había acudido al Paraclet bajo el pretexto de ser un primo lejano de la abadesa. Este maître des requêtes y consejero privado de Enrique IV de Francia había sido jubilado por María de Médicis. El partido ultracatólico que apoyaba a la regente se había propuesto alejar de la corte a toda una generación de señores ricos que habían servido de apoyo a Enrique IV. Así pues, François d'Amboise acudió al Paraclet con una intención política acompañándose del joven historiógrafo André Duchesne, hijo menor de un caballero de Turena aliado para apropiarse de los manuscritos de Pedro Abelardo y Eloísa originales que todavía conservaba el Paraclet. André Duchesne se encarga de la primera traducción, que aparece en 1615 e incluye el prefacio en su segunda edición, que servirá de inspiración al libertinaje intelectual del siglo XVII.
Durante los años siguientes, la abadesa va poniendo en práctica de forma progresiva las nuevas obras dictadas por el Concilio de Trento: la clausura, el silencio, la eliminación de las condiciones sociales, la sumisión al obispo, la confesión externa al monasterio, la dirección de conciencia, la castidad, etc. Sin embargo, el 15 de marzo de 1621, la abadesa procede a una reunión en la que insiste en la relación inquebrantable de Eloísa y Abelardo, uniendo sus tumbas en un panteón que manda construir en la cripta, bajo el altar.
En 1623, elige como ayudante a Anne Marie de la Rochefoucauld de Langeac. El hecho de elegir a una prima es un acto de autonomía frente a la jerarquía eclesiástica.
El 27 de junio de 1626, la abadesa hace constatar la infracción cometida por el obispo de Troyes, René de Breslay, que había transgredido sin autorización la clausura eclesiástica durante unos trabajos de instalación de una reja en el coro de la abadía. Se le reprocha, entre otros, de haber entrado en las celdas y haber tenido encuentros con algunas monjas a altas horas de la noche. El caso es llevado ante el juez general de Sens, Bernard Angenoust, señor de Avant y de Rosières, quien recuerda que la soberanía la posee únicamente la abadesa. Así pues, el obispo obtiene el derecho a visita.
El 8 de mayo de 1632, a petición de las monjas, este mismo obispo publica la regla monástica, puesta en marcha quince años antes a causa de la reforma católica. Acompaña este acto con una carta en la que las insta a respetar esta regla « a causa de la debilidad de su sexo ».
Durante el mes de marzo de 1637, la abadía, que se había beneficiado de una salvaguarda durante 1627, es requisada por las tropas del mariscal Gaspard III de Coligny durante la campaña de la guerra de los Treinta Años. En esta época, hay un total de veintiocho religiosas.

#### La vida monacal al estilo del Gran Siglo (1647-1706)
El 10 de agosto de 1650, una tempestad destruye el reloj, parte de la abadía, el claustro, la panadería, la enfermería y las habitaciones de las novicias y la madre superiora. La abadesa Gabrielle-Marie de La Rochefoucauld lleva a cabo la reconstrucción, que incluye la pajarería que se todavía se conserva. Su hermana, Catherine de La Rochefoucauld, la abadesa número veintiséis, manda construir en 1686 el castillo para alojar a las hermanas separándolas de las novicias y de los conversos. La antigua abadía alrededor adquiere un carácter puramente funcional y agrícola.

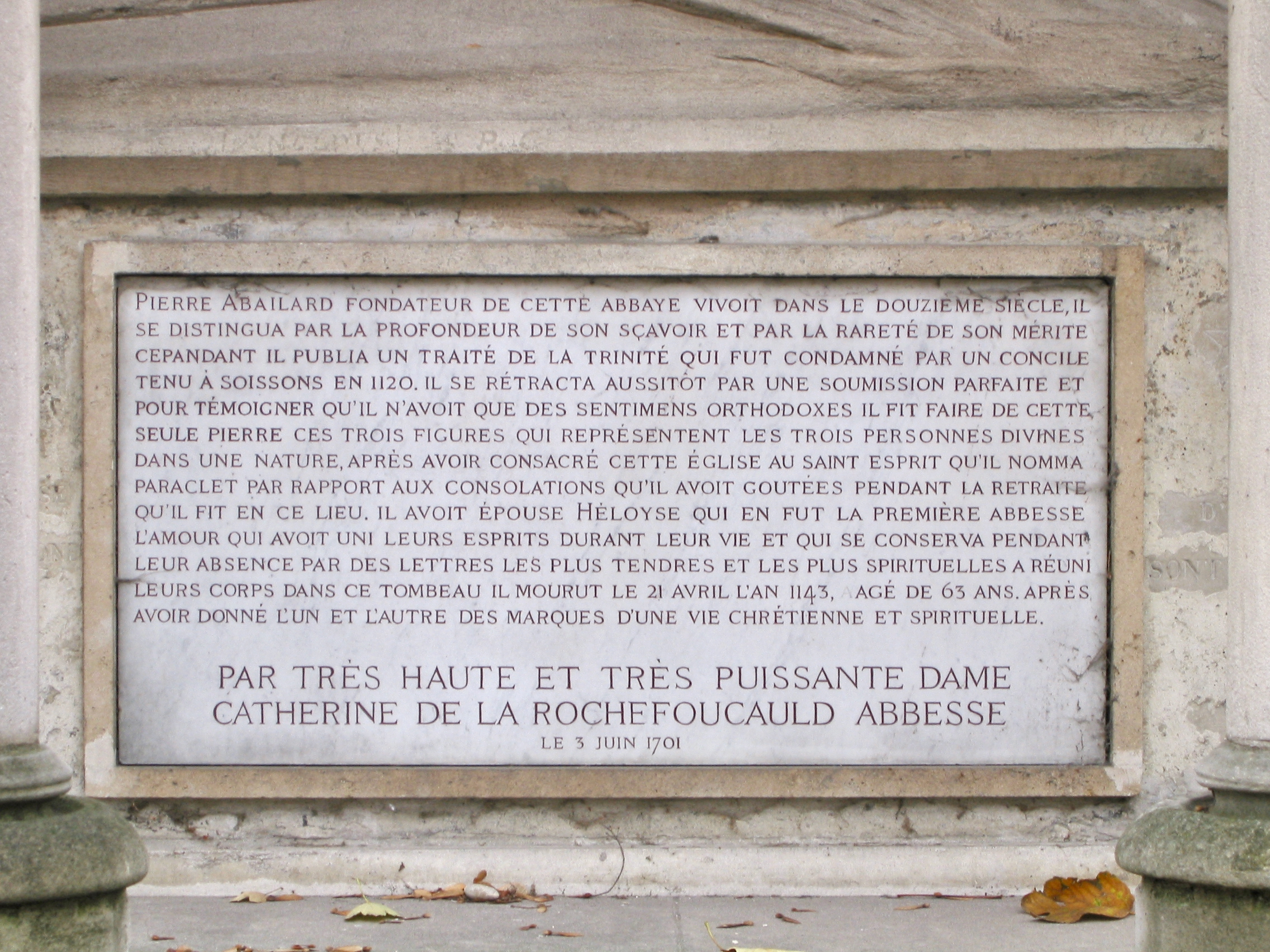
Placa conmemorativa del cenotafio de los fundadores colocada en 1701 en el Paraclet para atraer visitantes, uno de los últimos vestigios de la abadía,.

La vida en la abadía se parecía más a la de un castillo austero. La comodidad se confía a los hermanos y hermanas convertidos. La abadía acoge a los curas católicos, benedictinos y novicias que visitasen el lugar. También cuenta con hermanos y hermanas jóvenes y devotos que donan sus bienes a la orden.
El 3 de junio de 1701, Catherine de La Rochefoucauld hace instalar en el coro de la abadía un cenotafio dedicado a Eloísa y Pedro Abelardo. Con tal de hacer visible a los visitantes este extraño monumento, instala una escultura de la Trinidad representada por una triple estatua cuyas tres figuras se unen bajo un manto que sostienen con sus manos. La abadía se convierte en un lugar de culto y de recuerdo a Eloísa y Abelardo, cuyas fiestas se celebran cada 21 de abril y 16 de mayo, donde se recibe a los turistas. Los muros se cubren con piezas pictóricas que les representan.

#### Un castillo (1707-1789)

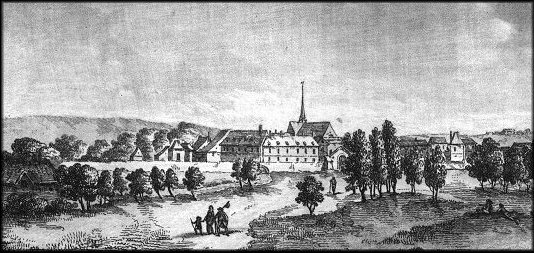
El Paraclet entre 1686 y 1708,.

En la primera mitad del siglo XVIII, la vigesimoséptima abadesa, Marie de la Rochefoucauld de Roucy, hija del conde de Roye y de Éléonore de Durfort, manda reconstruir la abacial. Se cuentan veinticuatro profesas, diez conversos, cinco religiosos, médicos y cirujanos, veinte domésticos, nueve sirvientes y, si la actividad agrícola continúa prosperando en el Paraclet, la gestión de una gran cantidad de establecimientos no es eficaz. En 1721, hay que llamar a las finanzas públicas de la Regencia y es el Duque de Orleans quien maneja una parte de las deudas de las monjas. Las ganancias anuales de la abadía descienden notablemente.

### El Paraclet secularizado

#### Destrucción y preservación a través de la Revolución (1790-1815)
El 25 de junio de 1790, se decide la nacionalización de los bienes eclesiásticos. Las monjas, que cuentan con el apoyo de la población y tienen la costumbre de curar a los numerosos campesinos que vendían sus productos en Provins o París proponen, sin éxito, convertir su establecimiento en un hospicio. En diciembre, la abadía se evacúa.
El 30 de marzo de 1792, el peso de la ley cae sobre la abadía durante la emigración francesa. A principios de octubre, algunas monjas que habían regresado deben volver a huir. El 9 se retira el cenotafio y el doble enterramiento. El 18, se manda trasladar la triple estatua  la iglesia de Nogent por instancia de su cura. El 14 de noviembre, la abadía se vende por 78 000 francos y se cede después a un notario y a un parisino, que comienzan a derribar los edificios.
En 1793, durante el Terror, un incendio termina con una parte de los edificios que todavía se conservaban. El 21 de junio de 1794, el comediante Monvel, director del Teatro de la República y su mujer compran el castillo para residir allí, además de las ruinas colindantes. En julio de 1795, seiscientos trece libros de la biblioteca del Paraclet que no habían sido guardados o dispersos son vendidos. En mayo de 1805, Pierre Simon muere y el Estado se convierte en su heredero.

#### Un gentleman (1816-1834)
El 21 de julio de 1821, el General Pajol,, adquiere por 40 000 francos el dominio vendido anteriormente a los herederos de Monverl. Cede el molino de agua y recupera las piedras para reconstruir una morada. El coro de la desaparecida abadía, se hace reconstruir un obelisco donde supuestamente estaban enterrados Eloísa y Abelardo, que realmente se encontraban en una cripta más al este.
El 26 de mayo de 1830, desafortunado en los negocios y enfadado con su suegro por sus ideas liberales, recompra la herrería y parcela los antiguos edificios de la abadía por la suma de 96 000 francos en beneficio de Charles Athanase Walckenaer, que también compra el corral que había pertenecido a Pierre Simon.

#### Casa de la familia Walckenaer a partir de 1835

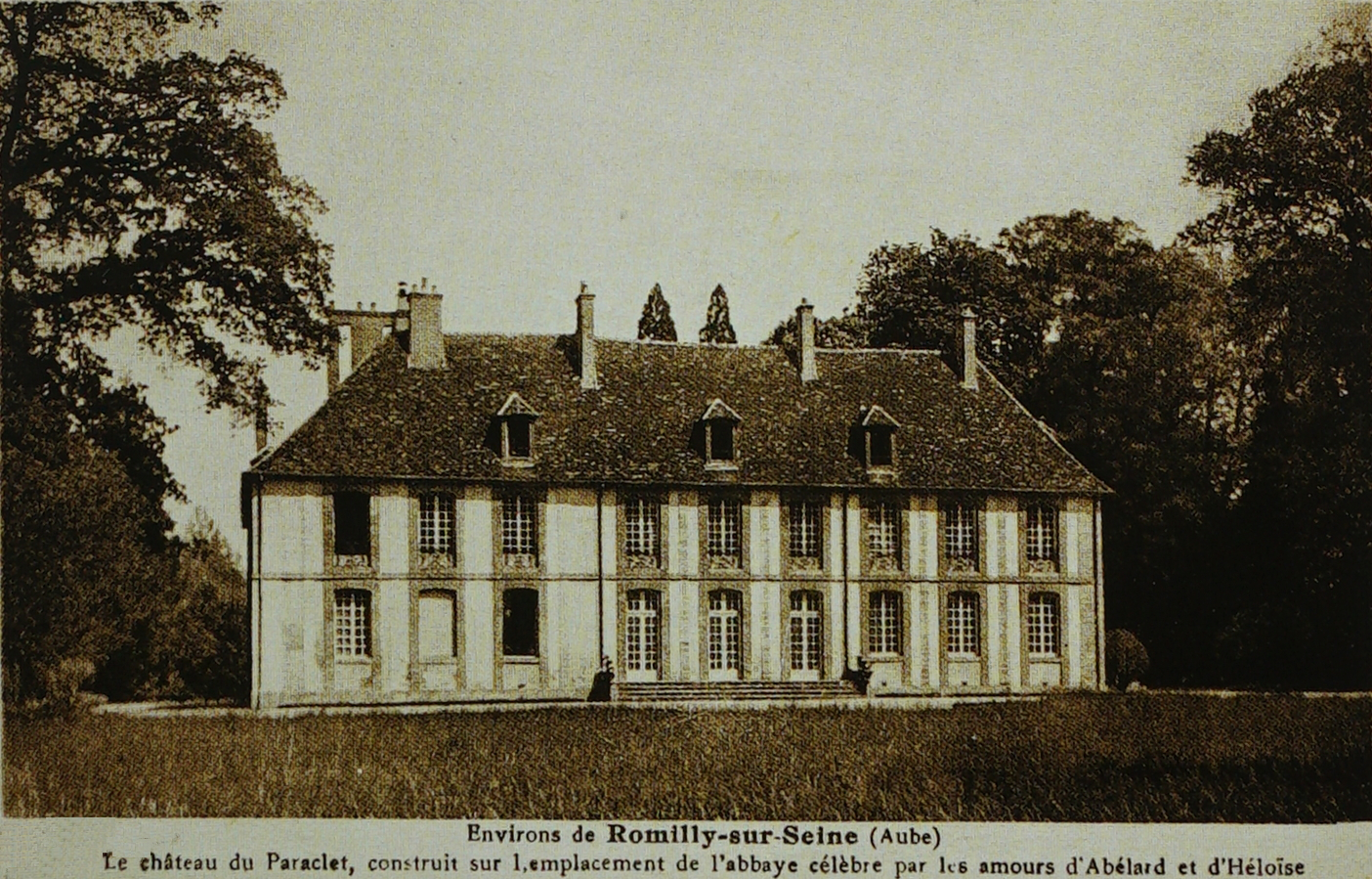
Fachada del castillo construido en 1686 y restaurado en el.

El 27 de marzo de 1835, el general y par de Francia cede, tres años después de la muerte de su mujer, el castillo a Charles Athanase Walckenaer. El hijo del nuevo propietario, Charles, une el conjunto de la granja agrícola y el huerto, construye un canal y reconstruye el molino de agua.
El nieto de Charles Athanase Walckenaer, Charles Marie Walckenaer, manda construir alrededor de 1910 la capilla actual en el lugar donde se encontraba una antigua nave dedicada a la Santa Trinidad. En ella se celebrará hasta mediados del siglo XX una procesión anual del Corpus Christi.
El Paraclet es hoy en día una explotación agrícola de la séptima generación Walckenaer.

## Abadesas
- 1 : 1135-1164 : Eloísa
- 1164-1179 : Eustachie (no parece, según Gallia Christiana, haber ostentado el rango de abadesa del Paraclet sino el de Notre-Dame de Yerres, donde habían sido acogidas las hermanas de Argenteuil que no habían seguido a Eloísa en la aventura del Paraclet)
- 2 : 1179-1203 : Mélisende
- 3 : 1203-1209 : Ida
- 4 : 1210-1248 : Ermengarde
- 5 : 1249-1263 : Marie I, hermana del obispo de Rouen Odon.
- 1264-1265 : ¿ vacante ?
- 6 : 1266-1278 : Jacqueline alias Eloísa II (alias Jacobée ?)
- 7 : 1278-1320 : Marie II
- 8 : 1320-1323 : Catherine I des Barres
- 9 : 1323-1354 : Alix des Barres
- 10 : 1354-1366 : Élisabeth de Villemeniot alias Isabelle
- 11 : 1366-1376 : Hélisende des Barres
- 1377-1402 : ¿ evacuación a causa de la guerra de los Cien años ?
- 12 : 1403-1408 : Jeanne I des Barres
- 1408-1415 : ¿ evacuación a causa de la guerra de los Cien años ?
- 13 : 1415-1420 : Jeanne II de La Borde
- 14 : 1420-1423 : Catherine II des Barres
- 15 : 1423-142? : Agnès de La Borde
- 142?-1431 : suplencia de Guillemette I de La Motte ?
- 16 : 1431-1481 : Guillemette II de La Motte
- 17 : 1481-1513 : Catherine III de Courcelles de Saint-Thibault, también abadesa de Notre-Dame-aux-Nonnains, muere el 9 de julio de 1519[72]
- 18 : 1513-1533 : Charlotte I de Coligny-Châtillon
- 1533-1536 : suplencia debida a las dificultades del Concordato de Bolonia ?
- 19 : 1536-1547 : Antoinette de Bonneval
- 20 : 1547-1548 : Renée de La Tour d’Auvergne de Turenne (suplencia de la priora Marie de Melun, que no llega a tomar el cargo por su muerte en mayo.)
- 1548 : suplencia asumida por Émonde de la Chastre.
- 21 : 1548-1560 : Jeanne III Léonarde de La Tour d’Auvergne de Turenne
- 22 : 1560-1593 : Jeanne IV Chabot de Charny, hija de Philippe Chabot
- 1593-1599 : diferencias entre Anne du Moulinet, nombrada por el Papa y Marie de la Rochefoucauld de Chaumont, nombrada por Enrique IV de Francia.
- 23 : 1599-1639 : Marie III de La Rochefoucauld de Chaumont
- 24 : 1639-1646 : Anne-Marie de La Rochefoucauld de Langeac
- 25 : 1646-1675 : Gabrielle-Marie de La Rochefoucauld de Langeac
- 1675-1678 : ¿ suplencia ?
- 26 : 1678-1700 : Catherine III de La Rochefoucauld
- 1700-1705 : suplencia
- 27 : 1706-1768 : Marie IV de La Rochefoucauld de Roucy
- 28 : 1769-1778 : Marie V Rose-Charlotte de La Rochefoucauld de Bayers
- 29 : 1779-1792 : Charlotte II de [La Rochefoucauld de Roucy

- 1161?-1171? : Gertrude, antigua monja del Paraclet, primera abadesa de la Pommeraie, priorato elevado a filial
- 1171-1214 : Émeline
- 1223-1244 : Adeline
- 1244-1245 : Jeanne
- 1250-1258 : Agnès (de Serbonnes?), antigua monja de Sainte-Marie d’Auxerre
- 1270-1284 : Margueritte Dubois
- 1284-1298 : Marie de Couvillon
- 1340-1361 : Marie
- 1361-? : Jeanne de Cousanges
- ?-1404 : Poncette La Coquelette
- 1404-1440 : Isabelle Duchâtel (la abadía queda desierta a causa de las guerras de religión y las monjas se refugian en Sens)
- 1442-1462 : Philippe de Servari
- 1484-1509 : Louise de Monthieux
- 1510-1543 : Jeanne de Monthieux
- 1544-1547 : Avia de Monthieux
- 1547-1550 : Louise de Bouvron
- 1550-1553 : Marie Hervet
- 1559-1564 : Madeleine Rivière
- Cierre de Notre-Dame de la Pommeraie, transformada en granja y transferencia definitiva del conjunto de monjas a Sens.
- 1576-1578 : Antoinette de Chastenay
- 1584-1630 : Françoise de Harlay, prima del líder de la liga católica francesa en Sens, Jacques de Harlay
- 1630-1668 : Bathilde de Harlay, hija de Achille de Harlay (1584†1657), embajador de Carlos IV de Lorena, hermana de d’Élisabeth Marguerite de Harlay, abadía de Port Royal y de François III de Harlay
- 1668-1706 : Louise de Harlay
- 1706-1726 : Charlette de Perrien de Crenan, monja de la Abadía de Lys en 1671, llegada a la Pommeraie en 1695
- 1726-1792 : Louise Isabelle Sophie de Vallois de Villette

## Edificios
Ibi vita, ubi mors
Aquí está la vida, donde está la muerte. Grabado en el muro de la granja en 1853 por su propietario, el poeta Charles Walckenaer conocido como Charles Cassegrain.

### Vestigios

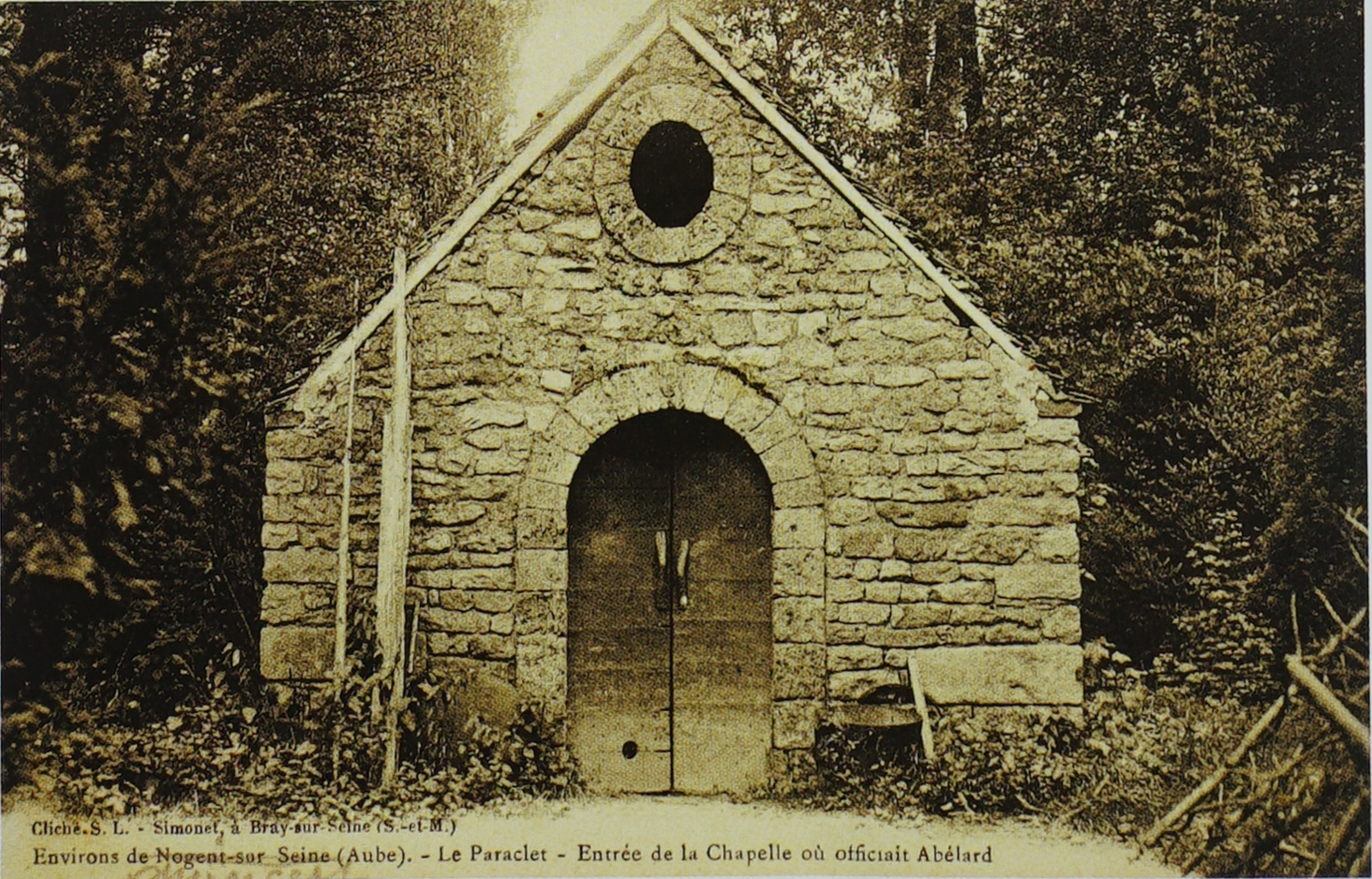
Capilla construida en 1910, carta postal de comienzos del.

Destruidos y reconstruidos durante la guerra de los Cien Años en el siglo XVII, después durante la Revolución francesa, los edificios no representan nada de lo que fue el Paraclet de Eloísa ni el cenotafio de 1701 donde se encontraban los restos de la abadesa y de su amado.
La bodega visible bajo la iglesia construida a principios del siglo XX es el vestigio probable de una clipta de la iglesia de la Trinidad.
Un pequeño edificio aislado al oeste de la iglesia evoca de forma errónea la capilla del Petit Moustier, primera sepultura de los amantes tras la muerte de la primera abadesa, el 16 de mayo de 11644. Esta se encontraba en una zona inundable, en el borde del antiguo curso del río Ardusson.

### Plano actual
El cuerpo del castillo, añadido en 1686 por Catherine de La Rochefoucauld, vigesimosexta abadesa, se mantiene e intacto al norte de la abadía. Esta se encuentra rodeada por un muro, que limita al oeste con una granja de principios del siglo XVII. También encontramos en esta zona un antiguo claustro, un jardín y una piscina moderna. El palomar del XVII y un pozo ocupan el oeste.

### Visita
El exterior de los edificios se puede visitar de lunes a sábado desde la última semana de julio hasta la primera semana de septiembre. El castillo es de propiedad privada.

### Protección
El obelisco de Pajol y la antigua cripta forman parte de la lista de monumentos históricos desde el 6 de julio de 1925.
Las fachadas y las techumbres del antiguo convento, junto a la antigua cocina de la planta baja y la escalera de madera, forman parte de esta lista desde el 28 de julio de 1995. También desde esta fecha son considerados monumentos históricos la parte oeste de la abadía, las fachadas y las techumbres de las granjas este y oeste, así como la del nordeste y el palomar.